# USS Baltimore (C-3)

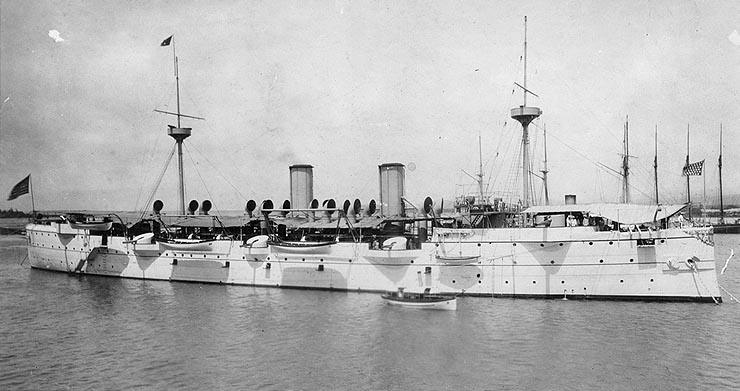
USS Baltimore

El USS Baltimore (C-3) (más tarde CM-1) fue un crucero de la Armada de los Estados Unidos y el segundo crucero protegido que fue construido en un astillero estadounidense, era el cuarto buque en recibir dicho nombre. Al igual que el similar USS Charleston (C-2) que fue construido previamente, el diseño fue encargado a una compañía británica, W. Armstrong, Mitchell, and Company de Newcastle.

## Construcción y puesta en servicio
Fue botado el 6 de octubre de 1888 por la William Cramp and Sons Ship and Engine Building Co., en Filadelfia, Pensilvania, amadrinado por la señora Theodore D. Wilson, esposa del constructor Theodore D. Wilson; y fue asignado el 7 de enero de 1890, con el capitán W. S. Schley al mando.

## Historia de servicio

### Anterior a la guerra hispano-estadounidense
El Baltimore era el buque insignia del Escuadrón del Atlántico Norte el 24 de mayo de 1890, y, entre el 15–23 de agosto, trasladó los restos del antiguo capitán John Ericsson desde la ciudad de New York a Estocolmo, Suecia.

#### Caso Baltimore
Después de cruzar aguas europeas y  mediterráneas con el Escuadrón Europeo, arribó a  Valparaíso, Chile el 7 de abril de 1891 después de patrullar aguas chilenas por algunos meses con el Escuadrón del Pacífico. Su labor consistía en proteger intereses estadounidenses en Chile durante la revolución de ese país desembarcando sus hombres en dicho puerto el 28 de agosto. Estas actividades en Chile durante este período se conocen como el Caso Baltimore. Una riña de ebrios en un bar con el resultado de dos marinos estadounidenses muertos, Estados Unidos lo convirtió en un incidente internacional.

#### Regresa a Estados Unidos

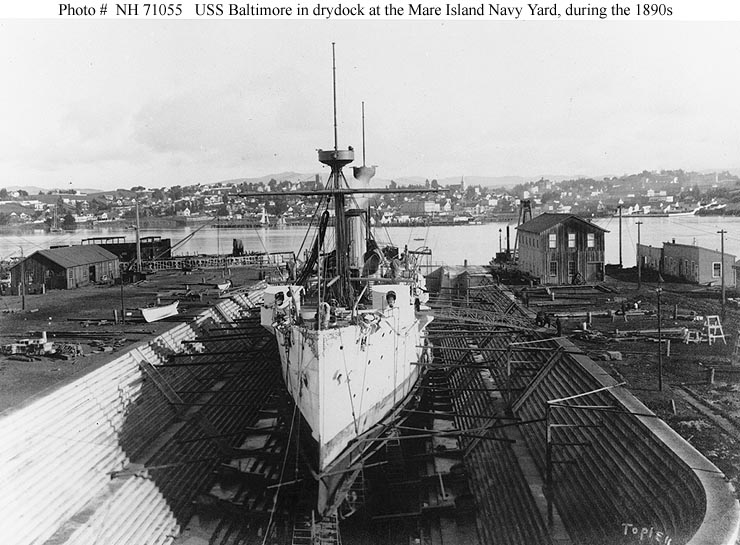
USS Baltimore (C-3) en el dique seco en el astillero de Mare Island, California, en 1892 después de regresar de Chile.

Arribó al astillero naval Mare Island el 5 de enero de 1892, cruzando la costa oeste de Estados Unidos hasta el 7 de octubre para después regresar al Atlántico. Participó en el encuentro y revista naval de Hampton Roads durante marzo y abril de 1893 antes de la Exposición Mundial Colombina de Chicago. Vía el Canal de Suez, cruzó como buque insignia de la Estación Asiática desde el 22 de diciembre de 1893– al 3 de diciembre de 1895, protegiendo intereses estadounidenses. Regresó a Mare Island el 21 de enero de 1896, fue puesto en reserva el 17 de febrero.

### Guerra hispano-estadounidense
Fue dado de alta de nuevo el 12 de octubre de 1897, el Baltimore zarpó el 20 de octubre para las islas hawaianas y permaneció allí desde el 7 de noviembre de 1897 hasta el 25 de marzo de 1898. Luego se unió a escuadrón del comodoro George Dewey en Hong Kong el 22 de abril.
La escuadrilla zarpó de la bahía Mirs, China (al norte de Hong Kong) el 27 de abril rumbo a las Filipinas y en la mañana del 1 de mayo entró en la bahía de Manila y destruyó la flota española basada ahí. El Baltimore era el segundo de la línea detrás del USS Olympia (C-6). En la batalla de Cavite, el Baltimore estaba al mando del futuro contraalmirante Nehemiah Dyer, quien sirvió con Farragut en Mobile Bay.
El Baltimore permaneció en la Estación Asiática protegiendo intereses estadounidenses hasta el 23 de mayo de 1900, cuando regresó a Estados Unidos vía el Canal de Suez, arribando a Nueva York el 8 de septiembre.

### Anterior a la Primera Guerra Mundial
Entre el 27 de septiembre de 1900 y el 6 de mayo de 1903, el Baltimore fue puesto fuera de servicio en el Astillero de la Marina de Nueva York. Desde el 5 de agosto al 23 de diciembre, estuvo desplegado con el escuadrón del Caribe, flota atlántica norte, tomando parte en las maniobras de verano de la costa de Maine, en la Revista presidencial en Oyster Bay, New York entre el 15 y el 17 de agosto, y en aguas de Santo Domingo. Desde el 28 de mayo al 26 de agosto de 1904, estuvo agregado al Escuadrón europeo participando en cruceros de instrucción en el Mediterráneo. El 26 de septiembre, zarpó desde Génova, Italia, con rumbo a la estación asiática, donde pasó los siguientes dos años navegando en aguas asiáticas, filipinas y australianas.
El Baltimore regresó a Nueva York el 24 de abril de 1907 y donde fue puesto fuera de servicio en el astillero de la Armada de Nueva York el 15 de mayo. El 20 de enero de 1911, fue puesto de nuevo en servicio en la reserva y sirvió como en el astillero de la Armada Charleston entre el 30 de enero de 1911 y el 20 de septiembre de 1912. Desde 1913 a 1914, fue convertido en minador en el astillero de la Armada de Charleston y fue devuelto al servicio activo el 8 de marzo de 1915. Desde 1915 hasta 1918, llevó a cabo experimentos de colocación de minas y operaciones de minado en la bahía de Chesapeake y a lo largo de la costa atlántica.

### I Guerra Mundial
En el momento de la entrada estadounidense en la I Guerra Mundial, el Baltimore estaba entrenando personal. A principios de marzo de 1918, fue requerido para ayudar en la colocación de un campo de minas profundo frente a la costa norte de Irlanda en el Canal del Norte. Arribó al río Clyde el 8 de marzo, y, desde el 13 de abril al 2 mayo, colocó aproximadamente 900 minas en el Canal del Norte. El 2 de junio, se unió al Mine Squadron 1 en Inverness, Escocia, y por cuatro meses participó en el minado del campo de minas del Mar del Norte entre las Órcadas y Noruega
El 28 de septiembre, el Baltimore zarpó desde Scapa Flow, en las Islas Orcadas de regreso a Estados Unidos llevando a cabo experimentos de minado en las Islas Vírgenes hasta el final de ese año.

### Período entre guerras
En septiembre de 1919, se unió a la Flota del Pacífico, recibiendo la denominación CM-1 el 17 de julio de 1920, permaneciendo en la costa oeste hasta 1921. De ahí se dirigió a Pearl Harbor, donde fue dado de baja el 15 de septiembre de 1922. Desde ese momento actuó como buque cuartel en Pearl Harbor, donde permanecía presente durante el ataque japonés el 7 de diciembre de 1941. Fue vendido para ser desguazado el 16 de febrero de 1942.